# Посёлок базы отдыха «Геолог»
базы отдыха «Геолог» — упразднённый посёлок в Туапсинском районе Краснодарского края России. На момент упразднения входил в состав Тенгинского сельского округа. В 1997 посёлок исключен из учётных данных.

## География
Располагался севернее устье реки Секуа, примерно в 3,6 км (по прямой) к северо-западу от окраины посёлка Новомихайловский.

## История
Постановлением заксобрания Краснодарского края от 4 июля 1997 года № 683-П посёлок исключен из учётных данных.